# Агачаулово
Агачаулово — деревня в Кыштовском районе Новосибирской области. Входит в состав Кыштовского сельсовета.

## География
Стоит на берегу реки реке Тара,.
Площадь деревни — 25 гектаров.

## Население
| 2002 | 2007 | 2010 |
| ---- | ---- | ---- |
| 77   | ↘76  | ↘59  |

## Инфраструктура
В деревне по данным на 2007 год отсутствует социальная инфраструктура.
Личное подсобное хозяйство с зоной сельскохозяйственного использования, индивидуальная застройка усадебного типа.

## Транспорт
Остановка общественного транспорта «Агачаулово» на автодороге 50Н-1701.